# 赫夫那坦杨撞击坑
赫夫那坦杨撞击坑（英語：Hovnatanian）是水星上的一個撞擊坑。它的蝴蝶狀放射噴發物，被認為是由比形成附近齊白石撞擊坑更低角度的撞擊物造成。根據它的噴發物形狀，形成赫夫那坦杨撞击坑的撞擊物可能是向北方或向南方撞擊水星表面。
它的名稱取自19世紀亞美尼亞畫家哈可布·赫夫那坦杨。